# 871 Amneris
871 Amneris este o planetă minoră ce orbitează Soarele. Poartă numele familiei Amneris, o subgrupă a familiei Flora a centurii principale de asteroizi.

## Caracteristici
Descoperit la 14 mai 1917, de astronomul german Max Wolf, asteroidul prezintă o orbită caracterizată de o semiaxă amajoră egală cu 2,2220963 UA și de o excentricitate de 0,1199080, înclinată cu 4,25166° față de ecliptică.

## Denumirea
Numele său face referire la Amneris, un personaj din Aida de Giuseppe Verdi.